# Вітні Г'юстон: Я хочу з кимось потанцювати
«Вітні Г'юстон: Я хочу з кимось потанцювати» (англ. Whitney Houston: I Wanna Dance with Somebody) — біографічний фільм режисера Кейсі Леммонс про співачку Вітні Г'юстон.

## Синопсис
Біографічний фільм висвітлює життя та кар'єру легендарної вокалістки поп/R&B Вітні Г'юстон.

## У ролях
- Наомі Еккі — Вітні Г'юстон
- Ештон Сандерс — Боббі Браун
- Стенлі Туччі — Клайв Девіс
- Нафеса Вільямс — Робін Кроуфорд
- Кларк Пітерс — Джон Г'юстон
- Тамара Тюні — Сіссі Г'юстон

## Виробництво та реліз
4 серпня 2020 року права на фільм набула кінокомпанія TriStar Pictures. 1 вересня 2021 року Кейсі Леммонс зайняла режисерське крісло.
15 грудня 2020 Наомі Еккі отримала головну роль у фільмі. У вересні 2021 року Ештон Сандерс отримав роль Боббі Брауна, дружина Х'юстон. У тому ж місяці Стенлі Туччі отримав роль Клайва Девіса. У жовтні 2021 року до акторського складу приєдналися Кларк Пітерс і Тамара Тюні.
Зйомки фільму розпочнуться 9 серпня 2021 року в Ньюарку. 20 серпня 2021 року на студії Marina Studios у Бостоні розпочалася підготовка до зйомок фільму. У жовтні та листопаді були відзняті сцени в Арлінгтоні, а також в аеропорту Вустера, у театрах Ванга, Катлер Маджестик та на стадіоні Джіллетт.
Прем'єра фільму запланована на різдвяні свята 2022.